# Le Crapaud masqué
Pour plus de détails, voir Fiche technique et Distribution.
Le Crapaud masqué (titre allemand : Der schwarze Abt) est un film franco-allemand réalisé par Franz Josef Gottlieb, sorti en 1963.
Il s'agit d'une adaptation du roman d'Edgar Wallace, The Black Abbot.

## Synopsis
Dans les ruines de l'abbaye de Fossaway en Angleterre, un certain Mr. Smooth, propriétaire d'une maison de chasse, est poignardé. Dick Alford, l'intendant du château voisin, au manoir de Chelford, découvre le corps. Mais avant d'appeler la police, il demande à son cousin, l'obscur châtelain Lord Harry Chelford, de répondre qu'il n'a pas quitté sa chambre de la soirée. Le majordome Butler en sait beaucoup sur la personne décédée. Il a observé qu'après l'assassinat, le lord puis Dick Alford sont venus au château. Le lendemain, l'inspecteur Puddler et son assistant Horatio W. Smith de Scotland Yard arrivent au château. Les policiers ne savent pas quoi penser de la rumeur qui attribue le meurtre à un vieux fantôme, le "Crapaud masqué". Des personnes douteuses et des événements mystérieux apparaissent de plus en plus. Thomas Fortuna s'avère être un ancien forçat. Mary Wenner, l'ancienne secrétaire de Lord Harry, est interdite de venir au château, parce qu'elle s'est trop intéressée à son patron et à son trésor. La jeune et belle Leslie Gine séduit Lord Harry. C'est un plan de son frère, Arthur Gine.
Ce dernier est l'avocat et le syndic de Lord Harry. Il a des soucis d'argent, car il a perdu des sommes considérables dans les paris hippiques. C'est sans compter avec la ruse de son directeur Fabian Gilder qui possède des faux documents avec lesquels il fait chanter Arthur Gine. Par ailleurs, il s'est fait passer pour lui comme bookmaker et a récolté 160 000 livres. Le nom de Mary Wenner se trouve dans le registre. Mais comme elle ambitionne d'avoir le titre de Lady, elle exige d'Arthur Gine que sa sœur n'épouse pas Lord Harry. Elle lui offre un million de livres, car elle sait où se trouve le trésor. Pudler et Smith viennent au pavillon de chasse. Ils ont découvert que Mr. Smooth a acquis le château en tant que prête-nom pour Gilder. Arthur Gine demande à Dick Alford de tout avouer pour contrecarrer les plans de Gilder. Au pavillon, Alford parvient à empêcher que Gilder s'en prenne à Leslie.
Tandis que lord Harry Chelford cherche le trésor, Fabian Gilder s'allie avec Marie Wenner. Ils découvrent un passage secret dans l'abbaye et des ergastules. Ils fuient après que Wenner a vu le "Crapaud masqué". Smith est assommé par le fantôme alors que Dick Alford fouillait les ruines. Peu après, Gilder revient à l'abbaye et voit que les ergastules sont vides. Mary Wenner, qui le suit, est abattue devant ses yeux par une main inconnue. Le lendemain matin, lord Chelford reçoit une lettre de rupture de Leslie Gine. Le jeune homme névrosé accuse Dick d'en être à l'origine. La nuit suivante, il se rend à son tour à l'abbaye. Il y rencontre sa mère qu'on croyait morte et le "Crapaud masqué". Le lord leur tire dessus. Lorsqu'il enlève le capuchon, il découvre qu'il s'agit de Butler. L'inspecteur Puddler découvre que Dick Alford et le Dr. Loxon, le médecin de la famille, ont fait passer la mère pour morte, car elle était bien plus atteinte par la maladie. Les responsables de Scotland Yard enquêtent maintenant sur les machinations de Gilder. Il tire sur son rival Arthur Gine.
Dick Alford, Puddler et Smith apprennent que lord Harry a emmené dans sa folie Leslie Gine dans les voûtes sombres de l'abbaye. Grâce au plan de Dr. Loxon, ils se repèrent dans les catacombes. Après être tombé sur le corps de Gilder, ils arrivent jusqu'à lord Harry Chelford. Dick Alford sauve Leslie Gine. Au cours de coups de feu, une partie de l'ancienne chapelle s'écroule. Le lord est touché et s'évanouit, de l'or tombe.

## Fiche technique
- Titre : Le Crapaud masqué
- Titre allemand : Der schwarze Abt
- Réalisation : Franz Josef Gottlieb, assisté de Thomas Grimm
- Scénario : Johannes Kai, Franz Josef Gottlieb
- Musique : Martin Böttcher
- Direction artistique : Walter Kutz, Wilhelm Vorwerg
- Costumes : Irms Pauli
- Photographie : Richard Angst
- Son : Clemens Tütsch
- Montage : Hermann Haller
- Production : Horst Wendlandt, Preben Philipsen
- Sociétés de production : Rialto Film, Les Films Jacques Leitienne
- Société de distribution : Constantin Film
- Pays d'origine :  Allemagne de l'Ouest,  France
- Langue : allemand
- Format : Noir et blanc - 2,35:1 - Mono - 35 mm
- Genre : Policier
- Durée : 88 minutes
- Dates de sortie :
  -  Allemagne de l'Ouest : 5 juillet 1963.
  -  Danemark : 14 décembre 1963.
  -  France : 8 juillet 1964[1].
  -  Finlande : 2 avril 1965.

## Distribution
- Joachim Fuchsberger : Dick Alford
- Grit Boettcher : Leslie Gine
- Dieter Borsche : Lord Harry Chelford
- Charles Regnier : L'inspecteur Puddler
- Eddi Arent : L'assistant Horatio W. Smith
- Klaus Kinski : Thomas Fortuna
- Eva-Ingeborg Scholz : Mary Wenner
- Werner Peters : Fabian Gilder
- Alice Treff (de) : Lady Joan Chelford
- Harry Wüstenhagen (de) : Arthur Gine
- Friedrich Schoenfelder : Dr. Loxon
- Kurd Pieritz : Mr. Smooth

## Histoire
L'énorme succès des adaptations de romans d'Edgar Wallace se poursuit fin 1962-début 1963. Après le succès de Le Requin harponne Scotland Yard, la compagnie concurrente CCC-Film commence en février 1963 la production de Der Fluch der gelben Schlange. Les projets de Rialto sont les suivants :
1. L'Énigme du serpent noir
2. Das Verrätertor, réalisé fin 1964.
3. Der Derbysieger, jamais réalisé.
4. Der Unheimliche, réalisé en 1963 sous le titre Das indische Tuch.

L'Énigme du serpent noir est prévu pour être tourné en janvier et février 1963 sous la direction d'Alfred Vohrer. Celui de Das Verrätertor est de nouveau repoussé. Der Derbysieger est abandonné. Gerhard F. Hummel, le principal collaborateur de la société de distribution Constantin Film, opte pour l'adaptation de The Black Abbot. Le scénariste Johannes Kai a déposé le scénario à l'été 1962.

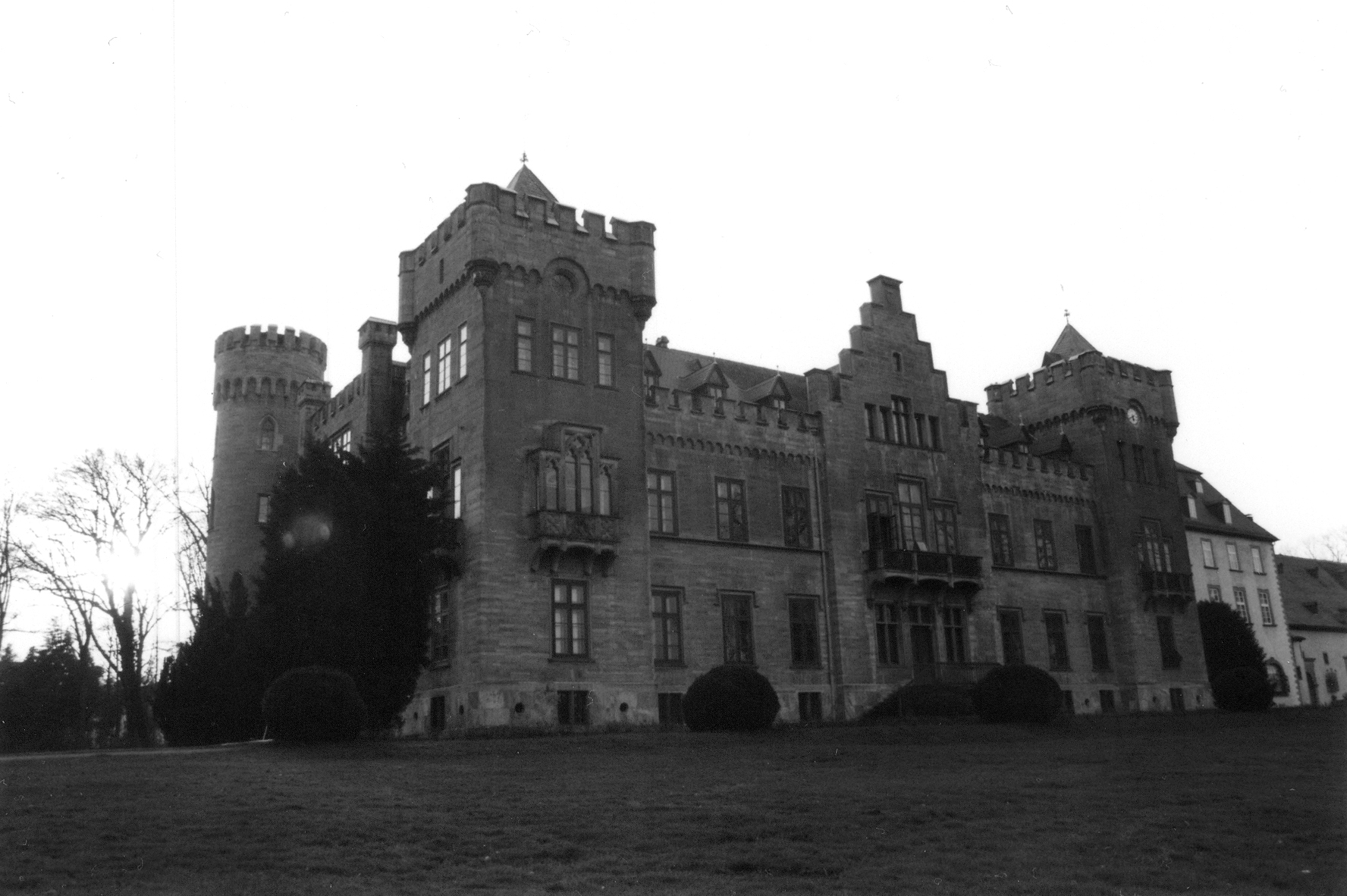
Le château de Herdringen

Pour la réalisation, on choisit d'abord le Britannique Terence Fisher. On retient finalement l'Autrichien Franz Josef Gottlieb qui vient de tourner Der Fluch der gelben Schlange. Le réalisateur procède à quelques changements dans le scénario, tout en restant fidèle au roman. À l'origine, les acteurs principaux devaient être Heinz Drache et Richard Munch.
Le tournage en ultrascope a lieu du 17 avril au 28 mai 1963. Certains des plans extérieurs sont faits au château de Herdringen qui est le manoir de Chelford et qui a servi aussi de décor pour Der Fälscher von London. La plupart de ces plans sont tournés dans le parc Klein-Glienicke à Berlin-Wannsee.

## Source de traduction
- (de) Cet article est partiellement ou en totalité issu de l’article de Wikipédia en allemand intitulé « Der schwarze Abt » (voir la liste des auteurs).